# Lois du beach soccer

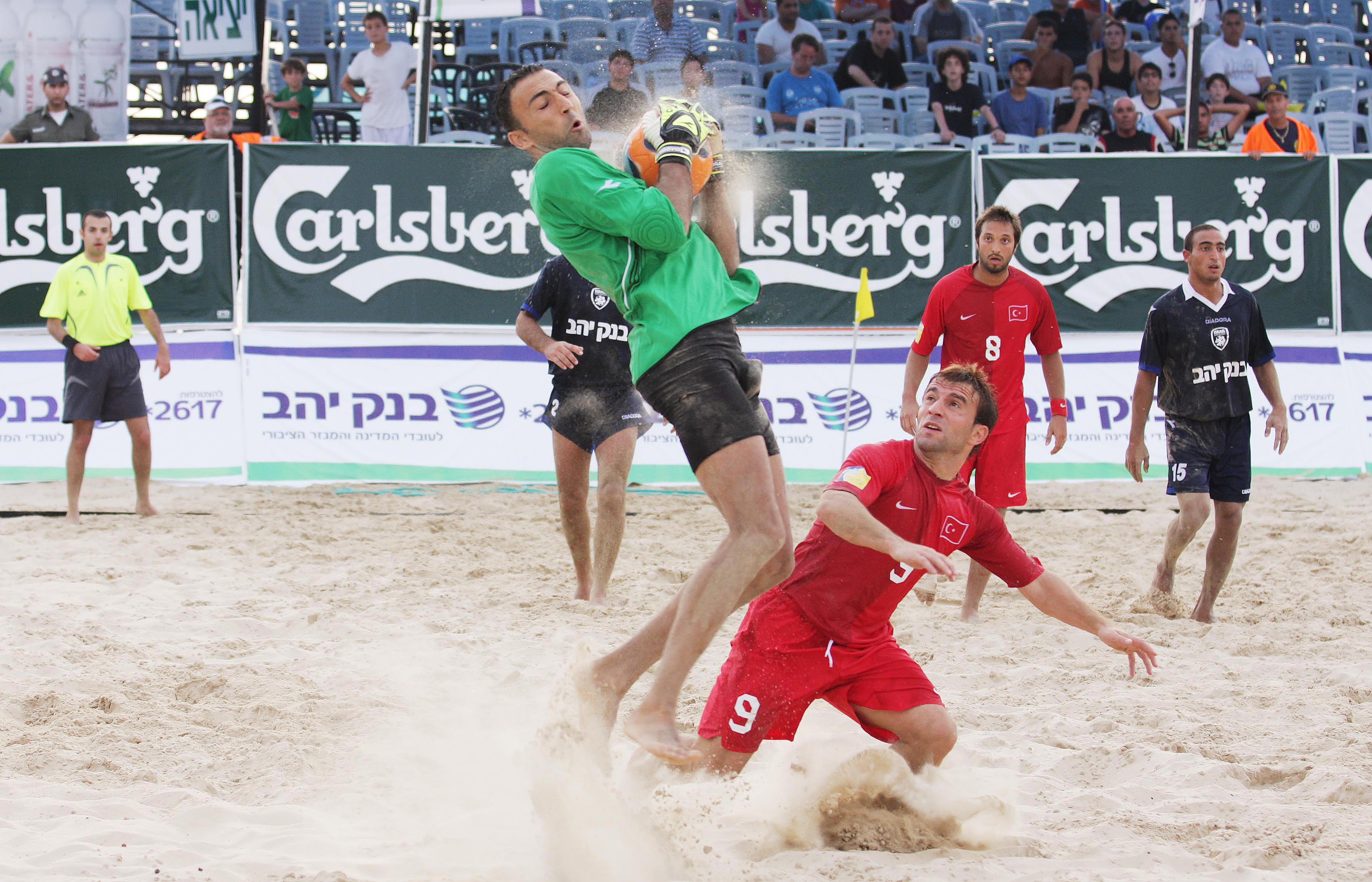
Arbitre (à gauche) attentif aux faits de jeu.

Les lois du beach soccer (en anglais : Laws of the Game) déterminent les règles du jeu du beach soccer.

## Règles actuelles
Le beach soccer compte vingt « lois du jeu » inspirées du football et régies par la BSWW. Le règlement est le même pour les professionnels et les amateurs, en senior ou chez les jeunes. La FIFA veille à l'application uniforme des mêmes lois du jeu partout dans le monde,.

### Le terrain de jeu

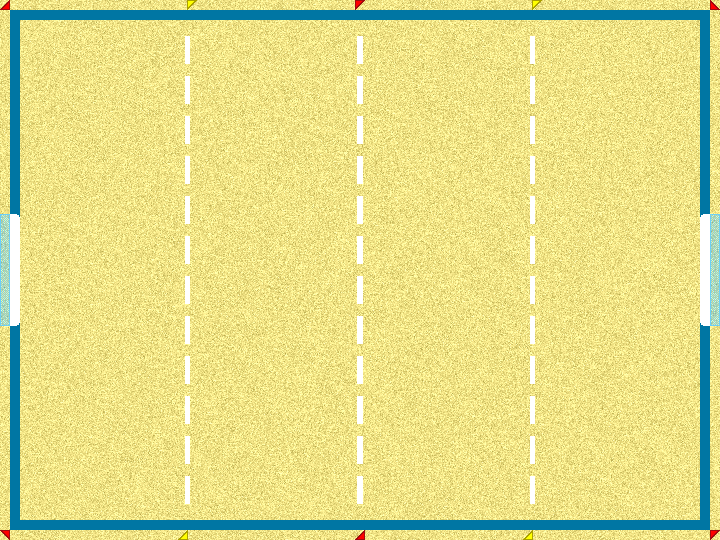
Terrain de beach soccer.

Le terrain de jeu est rectangulaire et délimité par des lignes bleues. Sa longueur (« ligne de touche ») est comprise entre 35 et 37 mètres, sa largeur (« ligne de but ») entre 26 et 28 mètres.
Les buts sont placés au centre de chaque ligne de but. La distance séparant l’intérieur des deux poteaux est de 5,5 m et le bord inférieur de la barre transversale se situe à 2,2 m du sol. Chacun des buts est entouré par une « surface de réparation » comprise entre la ligne de but et une ligne parallèle imaginaire située à 9 m à l’intérieur du terrain de ladite ligne de but ; cette ligne est définie par deux drapeaux jaunes situés près de chacune des lignes de touche à l’extérieur du terrain. Le point de réparation, imaginaire, se situe au milieu de la ligne délimitant la surface de réparation, à équidistance de chacun des montants de but.

### Le ballon

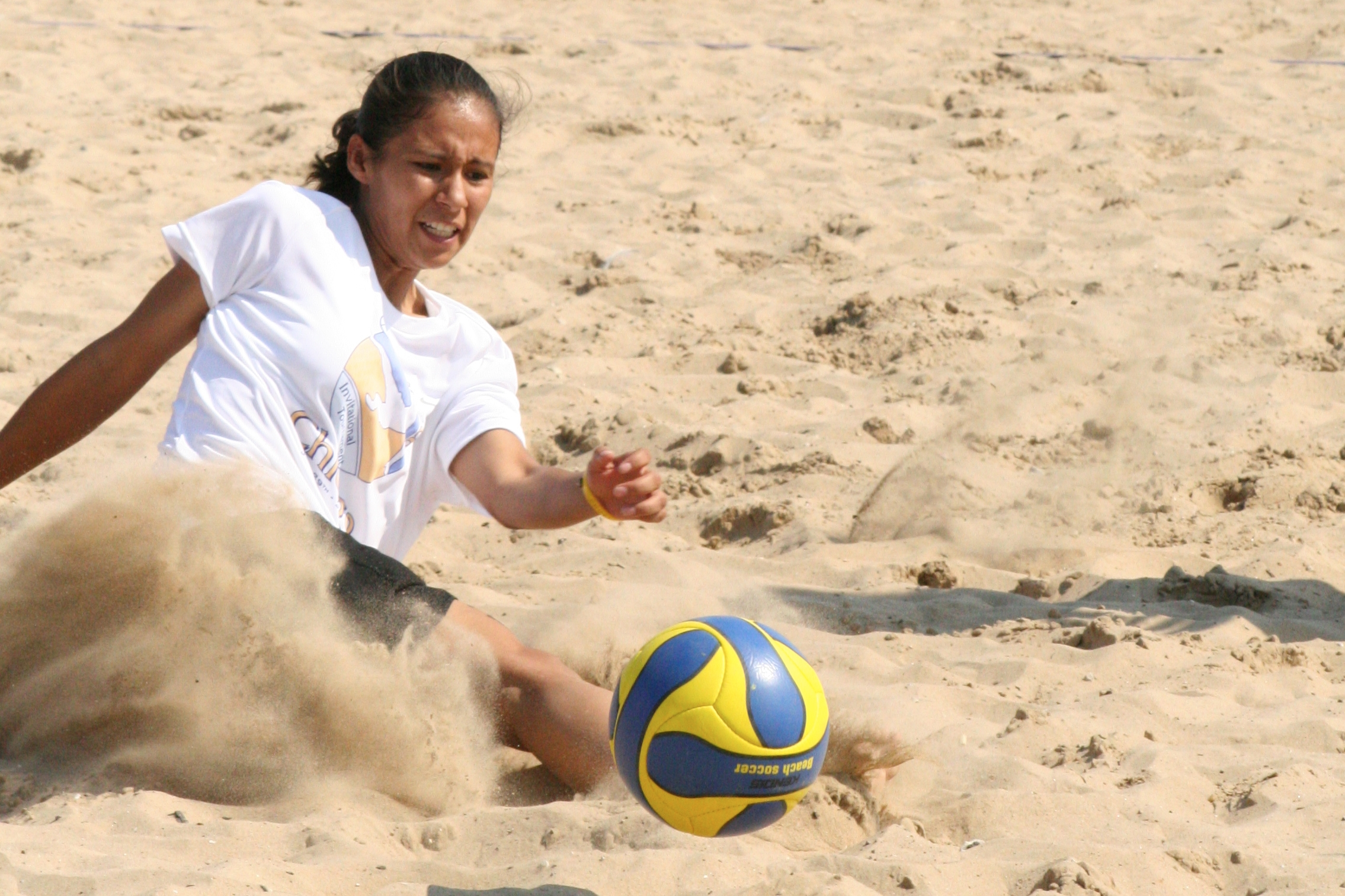
Au premier plan : ballon de beach soccer.

Le ballon utilisé est un ballon de football légèrement plus léger. Il est sphérique, en cuir ou dans une autre matière adéquate, a une circonférence comprise entre 68 et 70 cm et pèse entre 400 et 440 g.

### Les joueurs: nombre et équipement
Chaque équipe commence le match avec cinq joueurs maximum, dont un gardien, et doit toujours disposer d'au moins trois joueurs sur le terrain. Le nombre maximum de remplaçants autorisé est de cinq. Un nombre illimité de remplacements est permis durant un match. Un joueur qui a été remplacé peut revenir sur le terrain de jeu pour remplacer un autre joueur.
L’équipement de base du joueur de champ comprend un maillot d'équipe et un short (toute l'équipe doit avoir la même couleur d'équipement). Le gardien de but doit porter une tenue aux couleurs le distinguant des autres joueurs et des arbitres, il est autorisé à porter un pantalon de survêtement et des gants. L'équipement doit préserver la sécurité des joueurs : les lunettes sont autorisées mais pas les bijoux.

### Les arbitres: principal et assistants
Chaque match de beach soccer se dispute sous le contrôle d’un arbitre disposant de toute l’autorité nécessaire pour veiller à l’application des lois dans le cadre du match qu’il est appelé à diriger. Il est accompagné d'un adjoint sur le terrain ainsi que d'un chronométreur et d'un troisième arbitre sur la touche. Les décisions de l’arbitre principal sur les faits en relation avec le jeu sont sans appel. Cependant, sous réserve que le jeu n’ait pas repris, l’arbitre peut revenir sur sa décision.
Les assistants, au nombre de deux ou trois, aident l’arbitre à contrôler le match en accord avec les lois du jeu. Ils lui apportent leur assistance dans un certain nombre de domaines de la gestion du match, à sa demande et selon ses instructions. L’arbitre conserve un pouvoir discrétionnaire et peut tout à fait prendre des décisions contraires à celle des arbitres assistants.

### Durée d'un match
Le match se compose de trois périodes de 12 minutes chacune. Le contrôle du temps se fait sous la responsabilité d’un chronométreur. La durée de chacune des périodes peut se prolonger le temps de tirer un coup de pied de réparation ou un coup franc direct. Le temps est arrêté :
- si un but est marqué
- lorsqu’un coup franc direct ou un coup de pied de réparation est sifflé
- lorsque les arbitres le demandent
- sur indication des arbitres, lorsqu’un joueur se blesse ou essaye de perdre du temps

En cas d’égalité à la fin du temps réglementaire, une prolongation de 3 minutes est disputée. Si les équipes ne sont toujours pas parvenues à se départager, des tirs au but sont effectués conformément aux dispositions de la Loi 18.

### Mise en jeu

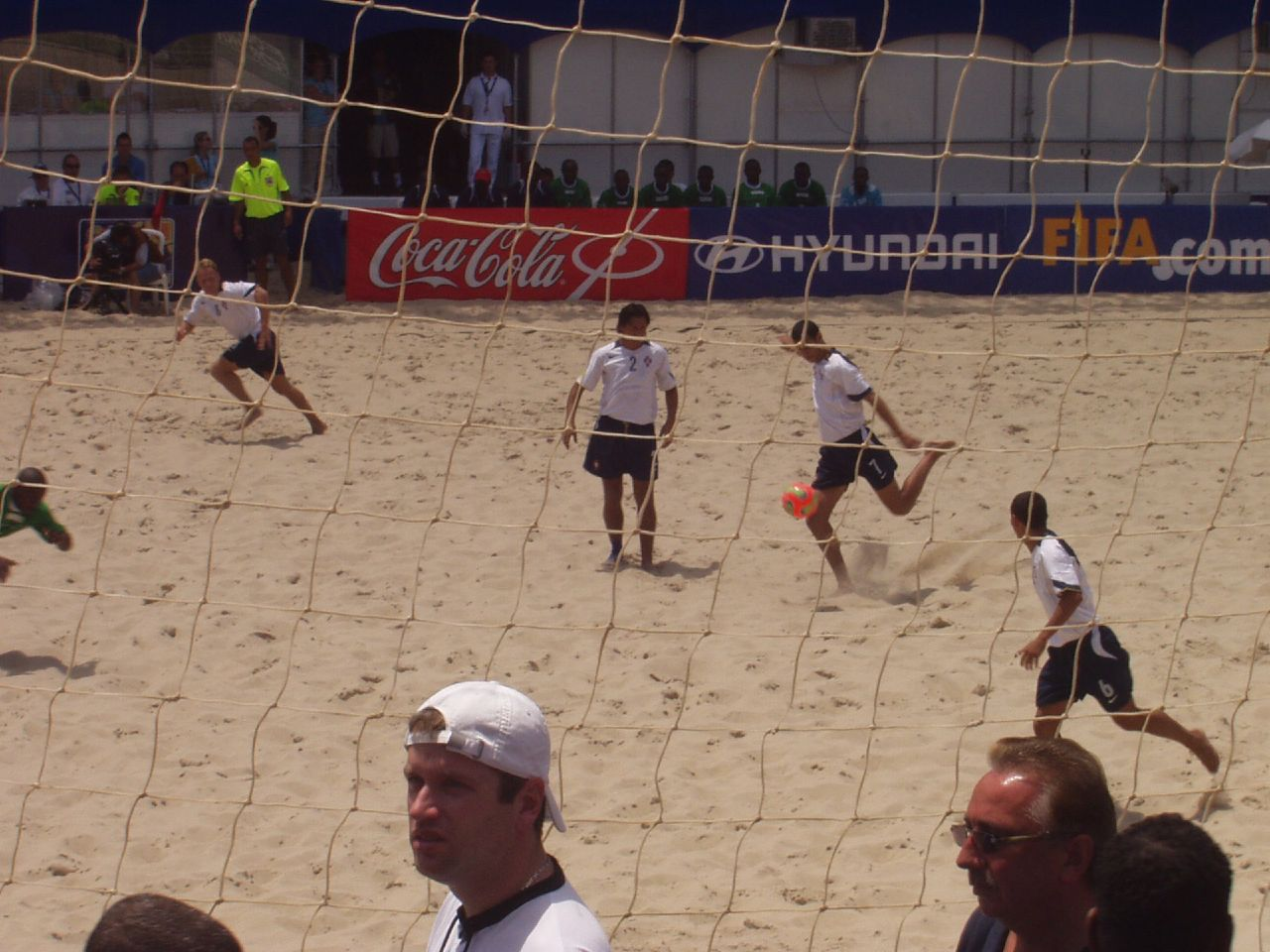
Mise en jeu du ballon.

Avant le match, le choix des camps est déterminé par un tirage au sort, effectué au moyen d’une pièce de monnaie. L’équipe favorisée par le sort choisit le but contre lequel elle attaquera durant la première mi-temps, l'autre équipe donnant le coup d'envoi. En seconde période, les équipes changent de camp.
Avant le début de la troisième période, une pièce de monnaie est de nouveau lancée en l’air et l’équipe désignée par le sort décide soit de donner le coup d’envoi, soit de choisir la direction dans laquelle elle attaquera. Si une prolongation est disputée, l’équipe qui n’a pas donné le coup d’envoi pour la troisième période le donnera pour la prolongation ; les équipes changent alors une nouvelle fois de camp et attaquent dans la direction opposée.
Le coup d’envoi est la procédure pour commencer la partie, au début du match, ou reprendre le jeu, après qu’un but a été marqué, au début de la seconde période du match, ou au début de chaque période de la prolongation le cas échéant. Au coup d’envoi, tous les joueurs se trouvent dans leur propre moitié de terrain, l'équipe n'ayant pas le ballon est à 5 m. Un but ne peut être marqué directement sur le coup d’envoi. Le ballon, posé à terre sur le point central, est considéré comme étant en jeu dès qu’il est botté vers l’avant. 
Après une interruption temporaire du match provoquée par une cause non prévue par les lois du jeu, le match doit être repris par une « balle à terre » : l’arbitre laisse tomber le ballon à terre à l’endroit où il se trouvait au moment où le jeu a été arrêté, et le jeu reprend dès que le ballon touche le sol. 
Le ballon reste en jeu tant qu'il n'a pas entièrement franchi la ligne de but ou la ligne de touche, que ce soit à terre ou en l’air, ou que le jeu n'a pas été arrêté par l’arbitre.

### But marqué
Un but est marqué quand le ballon a entièrement franchi la ligne de but, entre les montants du but et sous la barre transversale, sous réserve qu’aucune infraction aux lois du jeu n’ait été préalablement commise par l’équipe en faveur de laquelle un but aura été marqué, et quel que soit le dernier joueur à avoir touché le ballon. Un but peut être marqué directement après un coup de pied arrêté (coup d'envoi, « six mètres », penalty, coup franc direct, corner).
L’équipe qui aura marqué le plus grand nombre de buts pendant le match remporte la victoire. Quand les deux équipes marquent le même nombre de buts ou ne marquent aucun but, le match est suivi de prolongations.

### Fautes et incorrections

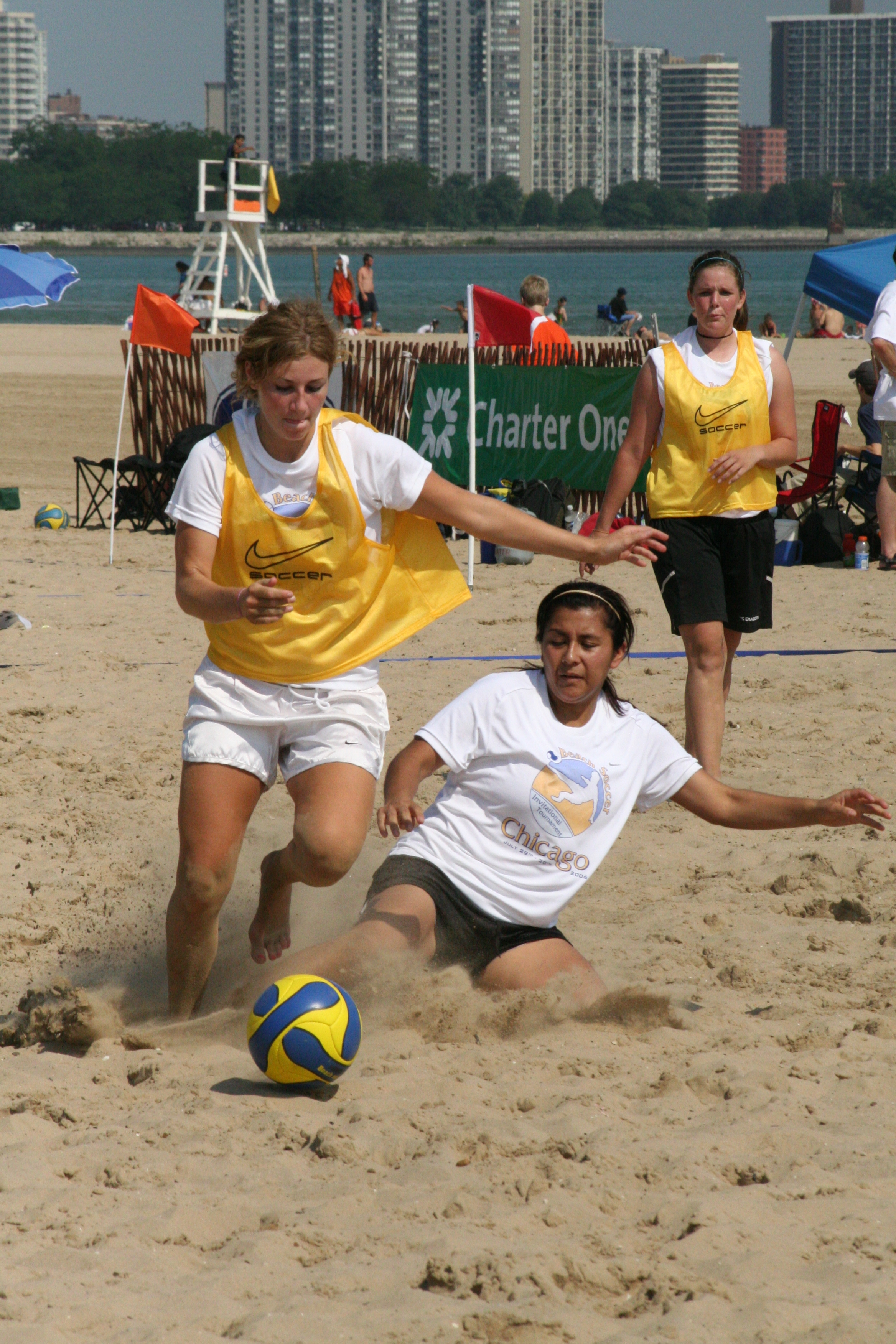
Tacle dangereux.

Les fautes et incorrections sont sanctionnées de façon à lutter contre l'antijeu : il s'agit de manière générale de toutes les brutalités ou actes d'antijeu exercés contre un adversaire, par exemple le fait de toucher délibérément le ballon avec les bras (à l'exception du gardien de but dans sa surface de réparation). Elles donnent lieu à un coup franc, à exécuter à l’endroit où la faute a été commise ou depuis le point central imaginaire si :
- le gardien de but frappe directement le ballon du pied après l’avoir lâché de ses mains avant qu’il ne touche terre,
- le gardien sort de sa surface pour jouer le ballon au pied puis la regagne et se saisit de nouveau du ballon à la main,
- le ballon est retenu entre les jambes d’un joueur dans le but délibéré de perdre du temps dans sa propre moitié de terrain,
- un joueur joue de manière dangereuse dans sa propre moitié de terrain,
- si un joueur fait délibérément obstacle à la progression d’un adversaire dans sa propre moitié de terrain.

Le joueur sanctionné peut recevoir un carton jaune ou un carton rouge, synonyme d'exclusion du terrain. Selon les règlements de chaque compétition, les joueurs avertis ou exclus sont passibles de suspensions pour les matchs suivants.

### Coups de pied arrêtés et rentrée de touche

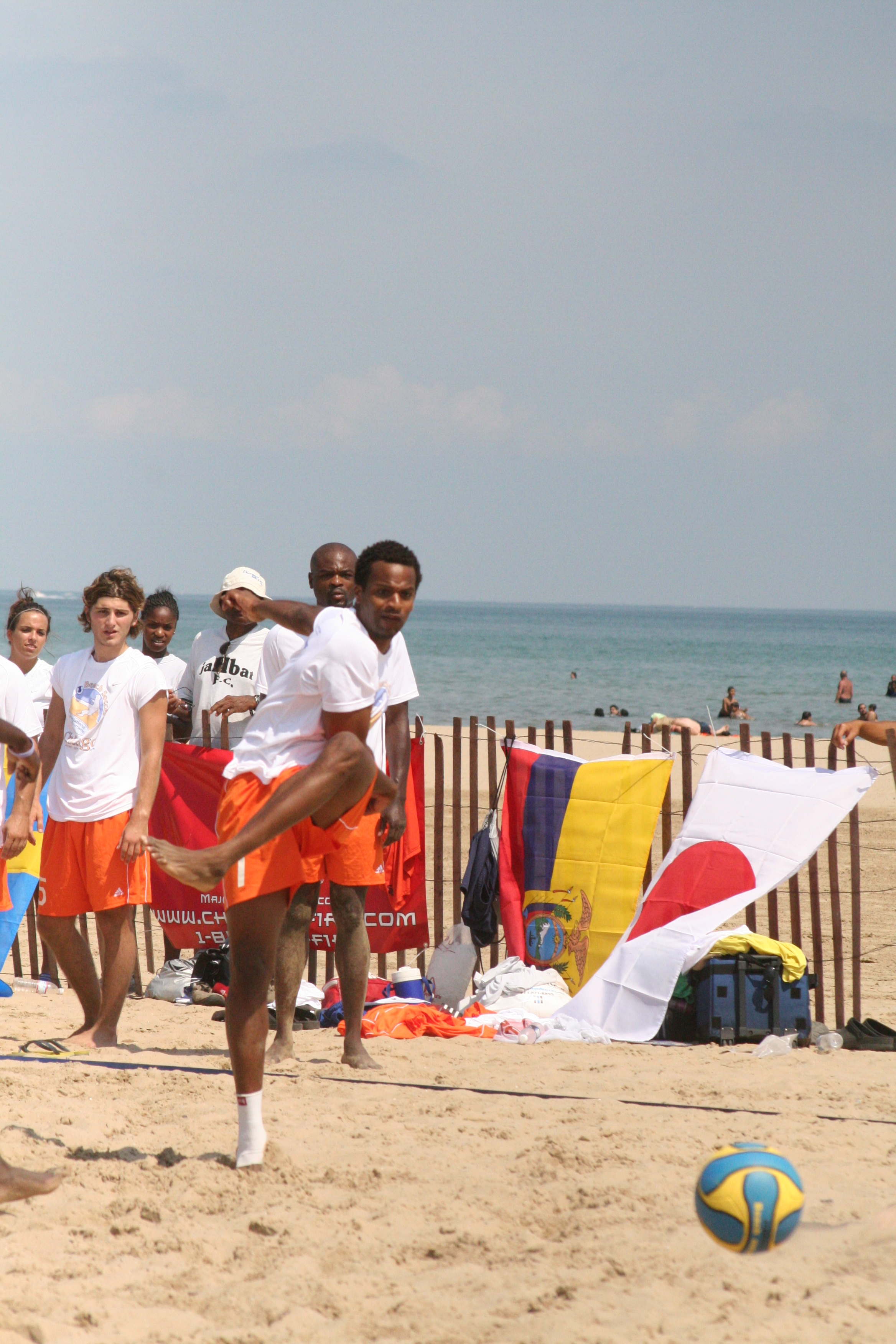
Coup franc tiré.

Seuls les coups francs directs existent au beach soccer, les joueurs ne peuvent constituer de mur, c’est le joueur qui a subi la faute qui doit tirer le coup franc (sauf blessure grave, auquel cas il est exécuté par son remplaçant). Le ballon doit être immobile au moment de la frappe et le tireur ne doit pas toucher le ballon une seconde fois avant que celui-ci n’ait été touché par un autre joueur. Si le coup franc direct tiré au pied pénètre dans le propre but du tireur, un coup de pied de coin est accordé à l’équipe adverse.

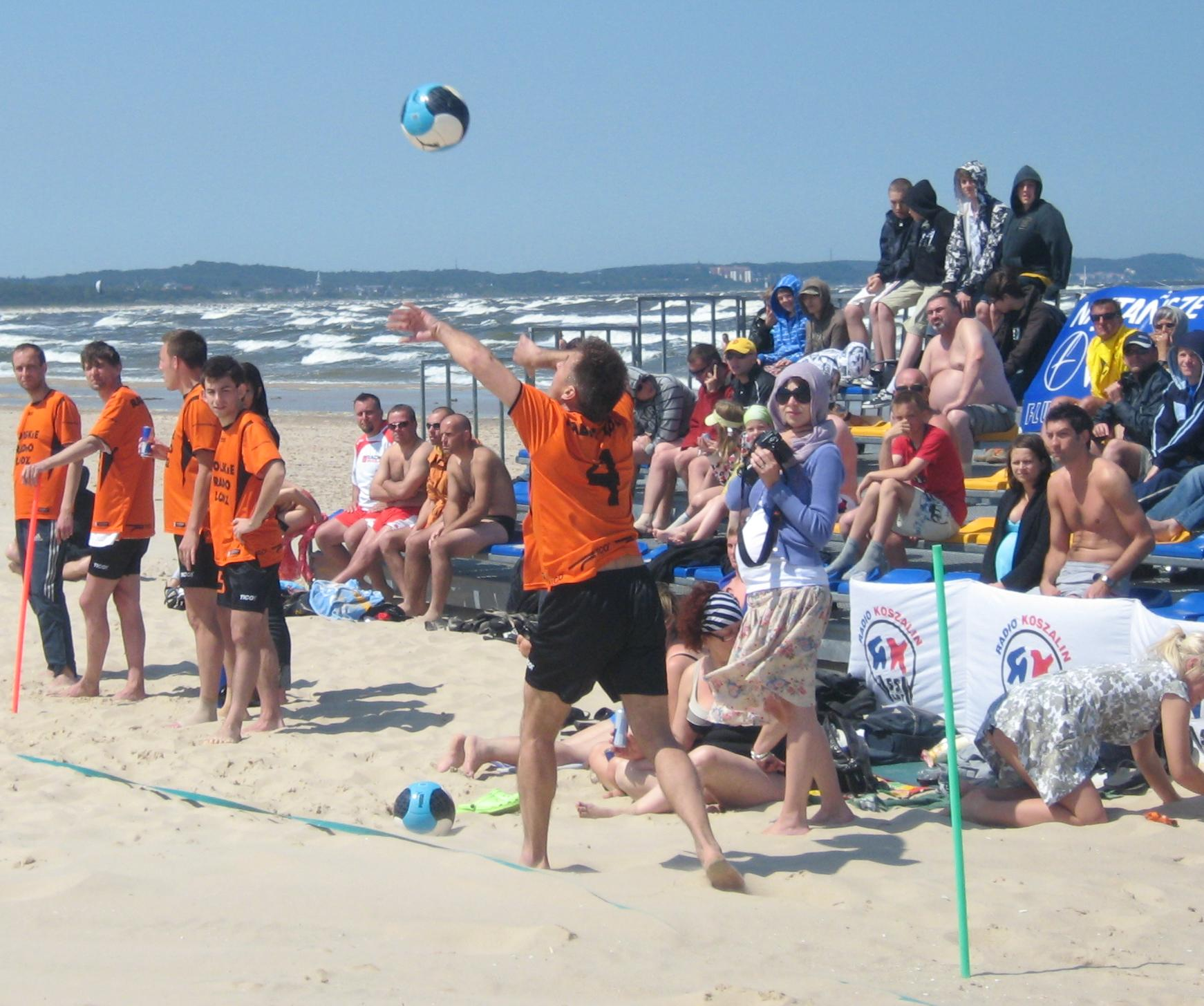
Touche à la main venant d'être jouée.

Si un coup franc est accordé dans la moitié de terrain de l’équipe qui a commis la faute, tous les joueurs, à l’exception du tireur du coup franc et du gardien de but de l’équipe adverse, doivent se trouver à un minimum de 5 m du ballon tant que ce dernier n’est pas en jeu et derrière le ballon ou sur les côtés.
Si un coup franc est accordé dans la moitié de terrain de l’équipe qui n’a pas commis la faute, tous les joueurs, à l’exception du tireur du coup franc et de son gardien de but, doivent se trouver à un minimum de 5 m du ballon jusqu’à que le ballon soit en jeu.
Un coup de pied de réparation est infligé à l’équipe qui, dans sa propre surface de réparation et lorsque le ballon est en jeu, commet l’une des infractions pour lesquelles doit être accordé un coup franc dont l‘exécution n’a pas l’obligation de se faire depuis le point central imaginaire. Le ballon doit alors être placé sur un point imaginaire situé à 9 m du but, au milieu de la ligne imaginaire délimitant la surface de réparation. C’est le joueur qui a subi la faute qui doit tirer le coup franc (sauf blessure grave, auquel cas il est exécuté par son remplaçant). Le gardien de but de l’équipe qui défend doit rester sur sa propre ligne de but jusqu’à ce que le ballon soit botté, il peut se déplacer latéralement. Tous les joueurs autres que le tireur doivent se trouver en dehors de la surface de réparation et à au moins 5 m du ballon.
La loi 14 décrit la rentrée de touche. Elle est accordée, quand le ballon a entièrement franchi la ligne de touche, à l’équipe adverse du joueur qui a touché en dernier le ballon. Les touches peuvent s’effectuer à la main ou au pied, l'adversaire doit être à au moins 5 m du ballon.
Lors d'un match, un défenseur peut remettre le ballon à son gardien qui à le droit de s'en saisir à la main. Lorsqu’une passe au gardien est effectuée pour la première fois, un des arbitres la signale en levant le bras. Le gardien de but ne peut volontairement toucher le ballon de la main ou du bras si un de ses coéquipiers le lui passe pour la deuxième fois consécutive sans qu’un joueur adverse ne l’ait entre-temps touché.